# Кемпер (округ, Міссісіпі)
Шаблон:StateAbbr_ 32°46′ пн. ш. 88°39′ зх. д. / 32.76° пн. ш. 88.65° зх. д.
Округ  Кемпер (англ. Kemper County) — округ (графство) у штаті Міссісіпі, США. Ідентифікатор округу 28069.

## Історія
Округ утворений 1833 року.

## Демографія
За даними перепису 
2000 року 
загальне населення округу становило 10453 осіб, усе сільське.
Серед мешканців округу чоловіків було 5015, а жінок — 5438. В окрузі було 3909 домогосподарств, 2786 родин, які мешкали в 4533 будинках.
Середній розмір родини становив 3,11.
Віковий розподіл населення поданий у таблиці:
| Стать    | До 15 років | 15-21 | 22-29 | 30-39 | 40-49 | 50-65 | 65-85 | Понад 85 |
| -------- | ----------- | ----- | ----- | ----- | ----- | ----- | ----- | -------- |
| Чоловіки | 1107        | 745   | 494   | 576   | 676   | 791   | 548   | 78       |
| Жінки    | 1061        | 674   | 509   | 694   | 751   | 797   | 763   | 189      |

## Суміжні округи
- Ноксабі — північ
- Самтер, Алабама — схід
- Лодердейл — південь
- Нешода — захід
- Вінстон — північний захід

## Виноски
1. ↑  U.S. Decennial Census. United States Census Bureau. Архів оригіналу за 26 квітня 2015. Процитовано 4 листопада 2014.
2. ↑  Historical Census Browser. University of Virginia Library. Архів оригіналу за 31 березня 2016. Процитовано 4 листопада 2014.
3. ↑  Population of Counties by Decennial Census: 1900 to 1990. United States Census Bureau. Архів оригіналу за 28 грудня 2014. Процитовано 4 листопада 2014.
4. ↑  Census 2000 PHC-T-4. Ranking Tables for Counties: 1990 and 2000 (PDF). United States Census Bureau. Архів оригіналу (PDF) за 18 грудня 2014. Процитовано 4 листопада 2014.
5. ↑  State & County QuickFacts. United States Census Bureau. Архів оригіналу за 7 червня 2011. Процитовано 3 вересня 2013.(англ.) Наведено за англійською вікіпедією.
6. ↑  American FactFinder. Бюро перепису населення США. Архів оригіналу за 29 липня 2011. Процитовано 31 січня 2008.

| США | Це незавершена стаття з географії США. Ви можете допомогти проєкту, виправивши або дописавши її. |